# Dominik Szoboszlai
Dominik Szoboszlai, född 25 oktober 2000, är en ungersk fotbollsspelare som spelar för Liverpool. Han representerar även Ungerns landslag.  

## Klubbkarriär
Den 20 mars 2019 förlängde Szoboszlai sitt kontrakt i Red Bull Salzburg fram till sommaren 2022.
Den 17 december 2020 värvades Szoboszlai av RB Leipzig, där han skrev på ett 4,5-årskontrakt.
Den 2 juli 2023 värvades Szoboszlai av Liverpool, där han skrev på ett femårskontrakt.

## Landslagskarriär
Szoboszlai debuterade för Ungerns landslag den 21 mars 2019 i en 2–0-förlust mot Slovakien, där han blev inbytt i den 54:e minuten mot László Kleinheisler.

## Meriter
FC Red Bull Salzburg
- Österreichische Fußball-Bundesliga: 2017/18, 2018/19, 2019/20, 2020/21
- ÖFB-Cup: 2018/19, 2019/20, 2020/21
- Österrikiska ungdomsligan U18: 2016/17

RB Leipzig
- DFB-Pokal: 2021/22, 2022/23

Liverpool
- Engelska Ligacupen: 2023/24

Individuellt
- Nominerad till säsongens lag i Österreichische Fußball-Bundesliga: 2019/20
- Årets manliga fotbollsspelare i Ungern: 2020, 2023